# Diego Cornejo Menacho
Diego Cornejo-Menacho (Quito, 18 de marzo de 1949) es un escritor, pintor y periodista ecuatoriano. 

## Biografía
Fue profesor del Diplomado de Periodismo en la Universidad Técnica Particular de Loja; columnista y subdirector de Diario Hoy, e Instructor de Crónica Periodística en Diario Expreso. Entre 2009 y 2010, fue director regional de Noticias de Ecuavisa, en Quito; y entre 2011 y 2017 fue el director ejecutivo de la Asociación Ecuatoriana de Editores de Periódicos. Desde junio de 2017 vive en California, donde escribe y pinta.

## Carrera
En 2008, el Municipio de Quito le otorgó el «Premio Nacional Joaquín Gallegos Lara» a la mejor novela escrita en ese año, por Miércoles y estiércoles. En octubre de 2013, en Denver, Colorado, la Sociedad Interamericana de Prensa lo distinguió con el "Gran Premio SIP-Libertad de Prensa". Recibió en 2014 la Condecoración al Mérito Cultural "Eduardo Kingman", otorgada por la Cámara de Comercio de Quito.
Recibió el Premio Nacional de Periodismo «Símbolos de Libertad» para el mejor reportaje escrito, en dos años consecutivos, 1994 y 1995, que se publicaron en Hoy. Y, en 2010, integró el Jurado de la vigésima edición del Premio de periodismo Jorge Mantilla Ortega,  que otorga anualmente Diario El Comercio. En 2014, presidió el Jurado Internacional del XVIII Premio Nacional de Periodismo de Panamá, que otorga el Fórum de Periodistas por las Libertades de Expresión e Información de ese país. Asimismo, presidió en 2014 el jurado internacional de la décima edición del Premio a la Excelencia Periodística Pedro Joaquín Chamorro Cardenal, en Managua.
Ha expuesto su trabajo plástico en el Instituto Ecuatoriano Brasileiro de Cultura y en el Colegio de Arquitectos del Ecuador, y en el Museo de la Acuarela de Quito.

## Premios
- 1994: Símbolos de Libertad (periodismo)
- 1995: Símbolos de Libertad (periodismo)
- 2008: Joaquín Gallegos Lara (novela)[3]
- 2013: Gran Premio SIP a la Libertad de Prensa 2013.[2]
- 2014: Condecoración al Mérito Cultural "Eduardo Kingman".

## Publicaciones
- Garabatos (relatos breves, 1994)
- Crónica de un delito de blancos (informe periodístico, 1996 y 2012)
- Gato por liebre (novela, 2006)
- Miércoles y estiércoles (novela, 2008)
- Las segundas criaturas (novela, 2010)[1]
- La silla vacía (varios, editor, ensayo, 2010)
- Nux vómica (antología periodística, 2011)
- Inés Aranda (novela, 2014)